# Gousselerbierg-Tunnel
Der Gousselerbierg-Tunnel ist ein Tunnel im Verlauf der A 7 in Luxemburg zwischen Mersch („Vallée de la Mamer“) im Norden und Lintgen („Vallée de l’Alzette“) im Süden. Mit einer Länge von 2.695 Metern war er der längste Tunnel in Luxemburg, vor der Inbetriebnahme des Grouft-Tunnels 2015.

## Bau
Die vorbereitenden Arbeiten begannen am 17. April, die eigentlichen Bohrarbeiten am 21. November 2000. Der Durchstich erfolgte am 12. Dezember 2002 in Anwesenheit von Großherzog Henri. Am 24. Januar 2008 wurde die Strecke für den Verkehr freigegeben.
Der Tunnel wurde in der Neuen Österreichischen Tunnelbauweise erstellt. Er besteht aus  zwei eigenständigen Röhren mit Hufeisenprofil. Beide Röhren sind aus sicherheitstechnischen Gründen durch insgesamt acht Querstollen miteinander verbunden, von denen drei auch für Rettungsfahrzeuge befahrbar sind.

## Lage
Der Tunnel führt die A 7 aus dem Alzettetal unter dem Nordteil des namensgebenden Gousseler Berges (lux. Gousselerbierg) hindurch in den untersten Teil des Tals der Mamer, etwa zwei Kilometer vor deren Mündung in die Alzette. Er liegt vollständig auf dem Gebiet der Gemeinde Lintgen.